# Antão, o Grande
Santo Antão, também conhecido como Santo Antão do Egito, Santo Antão, o Grande, Santo Antão, o Eremita, Santo Antão, o Anacoreta, Santo Antão Abade ou ainda O Pai de Todos os Monges, foi um santo cristão do Egito, um líder de destaque entre os Padres do Deserto. Ele é venerado em muitas igrejas nas seguintes datas festivas: 30 de Janeiro, no antigo calendário da Igreja Ortodoxa e da Igreja Ortodoxa Copta; 17 de Janeiro, no novo calendário da Igreja Ortodoxa, da Igreja Ortodoxa Búlgara, da Igreja Católica Romana e da Igreja Católica Copta.
Uma vez que o seu nome latino é Antonius, em traduções displicentes de obras onde o seu nome figura, o nome do santo tem sido vertido para a língua portuguesa como António do Deserto, Antônio Abade , do Egito, o Grande etc., sendo um nome que, de resto, se mantém nas demais línguas europeias. Isso, porém, tem suscitado confusões pela homonímia com o Santo António. Por se tratar de dois santos distintos, para melhor diferenciá-los é preferível optar pelo nome — já consagrado pela tradição vernácula — de Santo Antão.

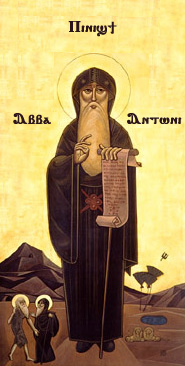
Um ícone copta, mostrando no canto inferior esquerdo, Santo Antão com Paulo de Tebas, o primeiro eremita.

A vida de Santo Antão foi relatada por Santo Atanásio de Alexandria, na Vida de Antônio (em latim: Vita Antonii; cerca de 360). Segundo Atanásio, Santo Antão teria nascido em 251 na Tebaida, no Alto Egito, e falecido em 356, portanto com 105 anos de idade.
Cristão fervoroso, com cerca de vinte anos tomou o Evangelho à letra e distribuiu todos os seus bens aos pobres, partindo de seguida para viver no deserto. Então, segundo o relato de Atanásio, Santo Antão foi tentado pelo Diabo, tal como sucedera com Jesus, mas por muito mais que os quarenta dias que durou a tentação de Jesus, não hesitando os demónios em atacá-lo. Porém, Antão resistiu às tentações e não se deixou seduzir pelas tentadoras visões que se multiplicavam à sua volta.
O seu nome começou a ganhar fama por ser exímio na arte de pastorar. Isso o levou a ser venerado por numerosos visitantes, sendo visitado no deserto por inúmeros peregrinos.
Em 311, viajou até Alexandria para ajudar os cristãos perseguidos por Maximino Daia, regressando em 355 para impugnar a doutrina ariana. Foi considerado santo em vida, por ser capaz de realizar milagres e levou muitos à conversão.
A vida de Santo Antão e as suas tentações inspiraram numerosos artistas, como Hieronymus Bosch, Pieter Brueghel, Dali, Max Ernst, Matthias Grünewald, Diego Velázquez e Gustave Flaubert, por exemplo.
Os religiosos que, tornando-se monges, se adaptaram o modo de vida solitário de Santo Antão, chamaram-se eremitas ou anacoretas, opondo-se aos cenobitas que escolheram viver em comunidades monásticas.
Em 1095, foi fundada uma ordem à qual foi atribuído o seu nome: os Antonianos (Canonici Regulares Sancti Antonii – CRSA).
Os discípulos do Monge Antão formaram um aglomerado populacional que ainda hoje se chama Antões.

## Tentação
Relatos de Antão sofrendo tentações sobrenaturais durante sua estada no deserto oriental do Egito inspiraram o assunto muitas vezes repetido da tentação de Santo Antão na arte e na literatura ocidentais.
Dizem que Antão enfrentou uma série de tentações sobrenaturais durante sua peregrinação ao deserto. O primeiro a relatar a tentação foi seu contemporâneo Atanásio de Alexandria. É possível que esses eventos, como as pinturas, estejam cheios de metáforas ricas ou, no caso dos animais do deserto, talvez uma visão ou sonho. A ênfase nessas histórias, no entanto, não começou realmente até a Idade Média, quando a psicologia do indivíduo se tornou de maior interesse.
Algumas das histórias incluídas na biografia de Santo Antão são perpetuadas agora principalmente em pinturas, onde oferecem aos artistas a oportunidade de retratar suas interpretações mais escandalosas ou bizarras. Muitos artistas, incluindo Martin Schongauer, Hieronymus Bosch, Dorothea Tanning, Max Ernst, Leonora Carrington e Salvador Dalí, retrataram esses incidentes da vida de Antão; em prosa, o conto foi recontado e embelezado por Gustave Flaubert em A tentação de Santo Antônio.

### O sátiro e o centauro

O tormento de Santo Antão. Óleo e têmpera no painel. Uma das muitas representações artísticas das tentações de Santo Antão no deserto.

Santo Antão estava em uma viagem no deserto para encontrar São Paulo de Tebas, que segundo seu sonho era um eremita melhor do que ele. Santo Antão teve a impressão de que ele foi a primeira pessoa a morar no deserto; no entanto, devido ao sonho, Santo Antão foi chamado ao deserto para encontrar seu "melhor", São Paulo. No caminho para lá, ele encontrou duas criaturas na forma de um centauro e um sátiro. Embora os cronistas às vezes postulassem que eles poderiam ser seres vivos, a teologia ocidental considera ter sido demônios.
Ao viajar pelo deserto, Santo Antão encontrou pela primeira vez o centauro, "uma criatura de forma mesclada, meio cavalo e meio homem", a quem perguntou sobre as direções. A criatura tentou falar em um idioma ininteligível, mas finalmente apontou com a mão o caminho desejado e depois fugiu e desapareceu de vista. Foi interpretado como um demônio tentando aterrorizá-lo, ou alternadamente uma criatura engendrada pelo deserto.
Santo Antão encontrou em seguida o sátiro, "um anão com focinho de gancho, testa com chifres e extremidades como pés de cabra". Esta criatura estava em paz e ofereceu-lhe frutos, e quando Santo Antão perguntou quem ele era, o sátiro respondeu: "Eu sou um ser mortal e um daqueles habitantes do deserto a quem os gentios iludiam por várias formas de adoração por erro sob os nomes". Faunos, Sátiros e Incubi. Fui enviado para representar minha tribo. Oramos em nosso favor para pedir o favor de seu Senhor e de nós, que, como aprendemos, vieram uma vez para salvar o mundo e 'cujo som foi espalhado por toda a terra.'"Ao ouvir isso, Santo Antão ficou muito feliz e se alegrou com a glória de Cristo. Ele condenou a cidade de Alexandria por adorar monstros em vez de Deus, enquanto animais como o sátiro falavam sobre Cristo.

### Demônios na caverna
Certa vez, Santo Antão tentou se esconder em uma caverna para escapar dos demônios que o atormentavam. Havia tantos pequenos demônios na caverna que o servo de Santo Antão teve que carregá-lo porque o espancaram até à morte. Quando os eremitas foram reunidos no cadáver de Santo Antão para lamentar sua morte, Santo Antão foi revivido. Ele exigiu que seus servos o levassem de volta para a caverna onde os demônios o espancaram. Quando ele chegou lá, chamou os demônios, e eles voltaram como bestas selvagens para rasgá-lo em pedaços. De repente, uma luz brilhou e os demônios fugiram. Santo Antão sabia que a luz devia ter vindo de Deus, e ele perguntou a Deus onde ele estava antes quando os demônios o atacaram. Deus respondeu: "Eu estava aqui, mas gostaria de ver e permanecer para ver a tua batalha, e porque tu principalmente lutaste e mantiveste bem a tua batalha, farei com o que o teu nome seja espalhado por todo o mundo."